# Sciaromium sikkimense
Sciaromium sikkimense là một loài rêu trong họ Echinodiaceae. Loài này được Paris mô tả khoa học đầu tiên năm 1900.